# Boris Buša
Boris Buša (Servisch: Борис Буша) (Vrbas, 25 april 1997) is een Servische volleyballer, gespecialiseerd als diagonaal.
Zijn oudere zus is volleyballer Bianka Buša.

## Sportieve successen

### Club
Servische superbeker:
- 2019, 2020

Servische beker:
- 2020

Servisch kampioenschap:
- 2020, 2021

Centraal Europese Liga (MEVZA):
- 2022

Kroatische beker:
- 2022

Kroatisch kampioenschap:
- 2022[2]